# Elvis
Elvis（エルビス）は、vi/exのクローンである。特に、Unixのテキストエディタである"vi"によく似ている。しかし、若干のコマンドと機能が付け加えられている。ElvisはSteve Kirkendallによって書かれ、GNU GPL互換の自由ソフトウェアライセンスであるClarified Artistic Licenseで配布されている。
Elvisは、Slackware、Fugalware、KateOSにおいて用いられるviのバージョンである。

## 歴史
Elvisは、強化されたviのクローンである。Elvisが作られた文脈を理解するためには、読者はviの歴史も考慮に入れることが勧められる。このセクションでは、Elvisに限った歴史を扱う。
Steve Kirkendallは、最初のバージョンのElvisをUsenetニュースグループのcomp.os.minixに、1990年1月初めに投稿した。これは、Tim ThompsonのStevieよりも、より完全なviのクローンを意図したものであった。
投稿後、すぐにElvisは熱狂的なコミュニティの関心を引いた。タネンバウムは、すぐにコミュニティに、これら2つのエディタのうちどちらをMINIXにおけるviのクローンとして用いるかを訊ねた。Elvisが選ばれ、現在においてもMINIXのためのviのクローンとなっている。
1989年、Lynee JolitzとWilliam Jolitzは、BSDを、i386級のプロセッサにポートすることを始めたが、フリーなディストリビューションを作るためには、AT&T由来のコードを避ける必要があり、これにはビル・ジョイのviが含まれていた。このような問題のために、彼らの1992年の386BSDディストリビューションは、Elvisをviの代替として用いている。しかしながら、バークレイにおいてKeith Bosticは、"バグレベルで互換性のある"BSD 4.4 Liteのための、ジョイのviの代替を欲していた。KirkendallのElvis（バージョン1.8）を用いて、Bosticはnviを作り、これは1994年の春にリリースされた。
1994年8月、Kerkendallは、彼がElvisに対する大きな書き直しの作業を行っていることを宣言したが、1996年10月これはリリースされた。このバージョンには多数の新機能が含まれる。
2003年10月、前のリリースから4年後に、KirkendallはElvis 2.2をリリースした。これは新機能を含んでおり、Vimからのアイディアにも準拠している。
その後、2015年11月時点で、Elvis 2.2以降の新たな公式のリリースはない。